# Tshegofatso Seakgoe
Tshegofatso Seakgoe (sinh ngày 8 tháng 3 năm 1990) là một người mẫu và diễn viên người Nam Phi. Cô được sinh ra ở Meadowlands, Gauteng, Nam Phi. Cô là người chiến thắng trong một cuộc thi nhiếp ảnh người mẫu do Tạp chí ELLE Nam Phi tổ chức vào năm 2010 

## Tuổi thơ
Cô sinh ra và lớn lên ở Meadowlands, Soweto (ở Gauteng, Nam Phi) và sống với mẹ, cho đến khi mẹ cô qua đời năm 1999. Sau đó, cô chuyển đến ở với bố, mẹ kế, ba em trai và một em trai kế ở Alberton, Gauteng.
Khi còn là một cô gái, cô quan tâm đến ngành công nghiệp giải trí và tham gia một số tính năng truyền hình, bao gồm cả việc được chiếu trên kênh giải trí dành cho trẻ em YOT V 4 và hát cho Nelson Mandela nghe trong lễ kỷ niệm sinh nhật lần thứ 80 của ông. Với độ cao 5'6 (1.69m), cô luôn tin rằng mình quá thấp để trở thành người mẫu.

## Sau trung học phổ thông
Sau khi tốt nghiệp trường trung học Greenside ở Gauteng, Nam Phi, Tshego bắt đầu một khóa học về quản lý. Cô đã bỏ học sau ba tháng và quyết định nghỉ học. Cô làm tiếp tân trong một thời gian ngắn và sau đó quyết định quay trở lại học và học Nghiên cứu Chính trị và Báo chí tại Đại học Monash.

## Nghề nghiệp
Sáu tháng sau khi bắt đầu khóa học đại học của cô, vào năm 2010, một người bạn đã tiếp cận cô để trở thành người mẫu cho việc anh tham gia cuộc thi nhiếp ảnh cho Tạp chí ELLE Nam Phi. Cô đã giành chiến thắng trong cuộc thi với bạn của mình. Một người bạn, làm việc như một chuyên gia trang điểm trong buổi chụp hình cho Tạp chí ELLE, khuyên cô nên tìm một đại lý. Cô đã ký hợp đồng với Ayana Africa Management và tham dự các buổi casting trong sáu tháng mà không gặp may mắn.